# Engelbert Sterckx
Engelbert Sterckx (Ophem, 2 de noviembre de 1792–Malinas, 4 de diciembre de 1867) fue un clérigo católico belga, arzobispo de Malinas, primado de Bélgica y cardenal.

## Biografía
Engelbert Sterckx nació el 2 de noviembre de 1792 en Ophem, ducado de Brabante. Comenzó sus estudios en Vilvoorde, luego estudió humanidades en la universidad de Enghien (1805-1807). Al terminar la escuela secundaria en Lovaina, ingresó en el Seminario Mayor de Malinas el 18 de septiembre de 1811 y fue nombrado subsecretario de la curia arquidiocesana de Malinas en 1813. Sterckx fue ordenado como sacerdote, con una exención por edad, el 18 de febrero de 1815. Fue nombrado vicerrector y profesor de filosofía y teología moral en Mechelen (1815-1821) al tiempo que párroco de Boechout. En 1824 fue nombrado arcipreste de la Catedral de Nuestra Señora en Amberes. En 1827, fue nombrado vicario general de Francisco Antonio María de Méan de Malinas.
Sterckx hizo parte de los clérigos que se opusieron a las políticas religiosas de Guillermo I, mostrando su apoyo a los liberales que asegurarían la libertad de enseñanza y la libertad de prensa. A raíz de la independencia de Bélgica, se creó la provincia eclesiástica de Malinas, siendo él nombrado arzobispo el 24 de febrero de 1832. Aprovechando las nuevas libertados, el nuevo arzobispo se dedicó a la reorganización de la Iglesia belga, estableció nuevos colegios, casas para las obras de caridad, comunidades religiosas y monasterios, abrió los seminarios menores de Hoogstraten y Waver, impulsó la fundación de la Universidad de Malinas y el renacimiento de la Universidad de Lovaina.
El 13 de septiembre de 1838, el papa Gregorio XVI lo creó cardenal, con el título de cardenal presbítero de San Bartolomé. Sin embargo, por sus ideas liberales, no fue muy acogido por la Curia Romana, de hecho, no participó del cónclave que eligió al papa Pío IX. El cardenal Sterckx murió el 4 de diciembre de 1867 en Malinas. Fue sepultado en la cripta de los arzobispos en la catedral de San Rombouts.